# Alfred Finsterer
Pour les articles homonymes, voir Finsterer.
 (octobre 2013).
Si vous disposez d'ouvrages ou d'articles de référence ou si vous connaissez des sites web de qualité traitant du thème abordé ici, merci de compléter l'article en donnant les références utiles à sa vérifiabilité et en les liant à la section « Notes et références ».
Alfred Finsterer (né le 8 juin 1908 à Nuremberg et mort le 25 janvier 1996 à Stuttgart) est un peintre, graphiste et typographe allemand.
Diplômé d'une école en arts appliqués (1927 - 1930), il travaille d'abord à Nuremberg en tant qu'illustrateur mais vite remarqué par Walter Tiemann (de), il est amené à travailler à Leipzig à partir de 1937, où il devient professeur dans une université d'arts graphiques et industrie du livre.
La fin de la Deuxième Guerre mondiale marque le retour de Finsterer à Nuremberg. De 1945 à 1947, il est employé rédacteur dans une maison d'édition. Avant la fin de l'année 1947, il déménage à Stuttgart où il se voit attribuer le rôle de conseiller artistique dans la maison d'édition Philipp Reclam, pour laquelle il dessine plusieurs milliers de couvertures de livre. En parallèle de son métier, il s'occupe de la fonderie typographique de Klingspor à Offenbach-sur-le-Main (1952 - 1956), de la maison d'édition Belser à Stuttgart (1957 - 1973) et des éditeurs Artemis, Hiersemann (de), Kröner et Suhrkamp. De 1957 à 1962, il est rédacteur du périodique Stuttgarter Leben.
À partir des années 60, Alfred Finsterer s'oriente vers la création d'œuvres d'un nouveau genre, la gravure d'après le procédé de l'eau forte.
À deux reprises, il remporte les prix « Albrecht Dürer » de Nuremberg.